# Allée couverte des Meurtiaux
Die Allée couverte des Meurtiaux (auch Allée couverte de l’Épine, Table Margot oder La Roche-aux-Fées genannt) ist ein Galeriegrab. Es liegt nördlich von Le Gouray bei Saint-Brieuc im Osten des Département Côtes-d’Armor in der Bretagne in Frankreich.
Das Nordwest-Südost orientierte, rechteckige Galeriegrab ist etwa 10,5 m lang und 1,4 m breit. Es hat nur eine Kammer, die von elf Orthostaten begrenzt wird, die vier Decksteine tragen. Alle Platten sind aus Granit. Die größte Platte weist Spuren einer vorbereiteten Sprengung auf. Das Denkmal wurde teilweise abgebaut, um Steine zu zweckentfremden.

Schema Galeriegrab

## Menhire von Saint-Mirel
Die seit 1963 als Monument historique eingestuften drei Menhire von Saint-Mirel stehen in der Nähe einer Kapelle südwestlich von Plénée-Jugon. Die Menhire  bestehen aus einem Menhirpaar und dem Menhir La Pierre Longue. Die Menhire wurden an einem Südosthang im Arguenon-Tal errichtet.
- Menhir Nr. 1 ist aus Granit. Es ist 3,85 m hoch, 2,15 m breit und 1,75 m dick.
- Etwa 3,50 m südlich liegt der Menhir Nr. 2 (2,5 m lang, 2,2 m breit, 0,8 m dick).
- Menhir Nr. 3 (La Pierre Longue), liegt südöstlich der beiden. Es ist 4,45 m hoch bei einer Breite zwischen 2,30 m und 2,65 m. Blöcke in unmittelbarer Nähe wurden im 19. Jahrhundert als Reste eines Cromlech interpretiert.

Menhire von Saint-Mirel
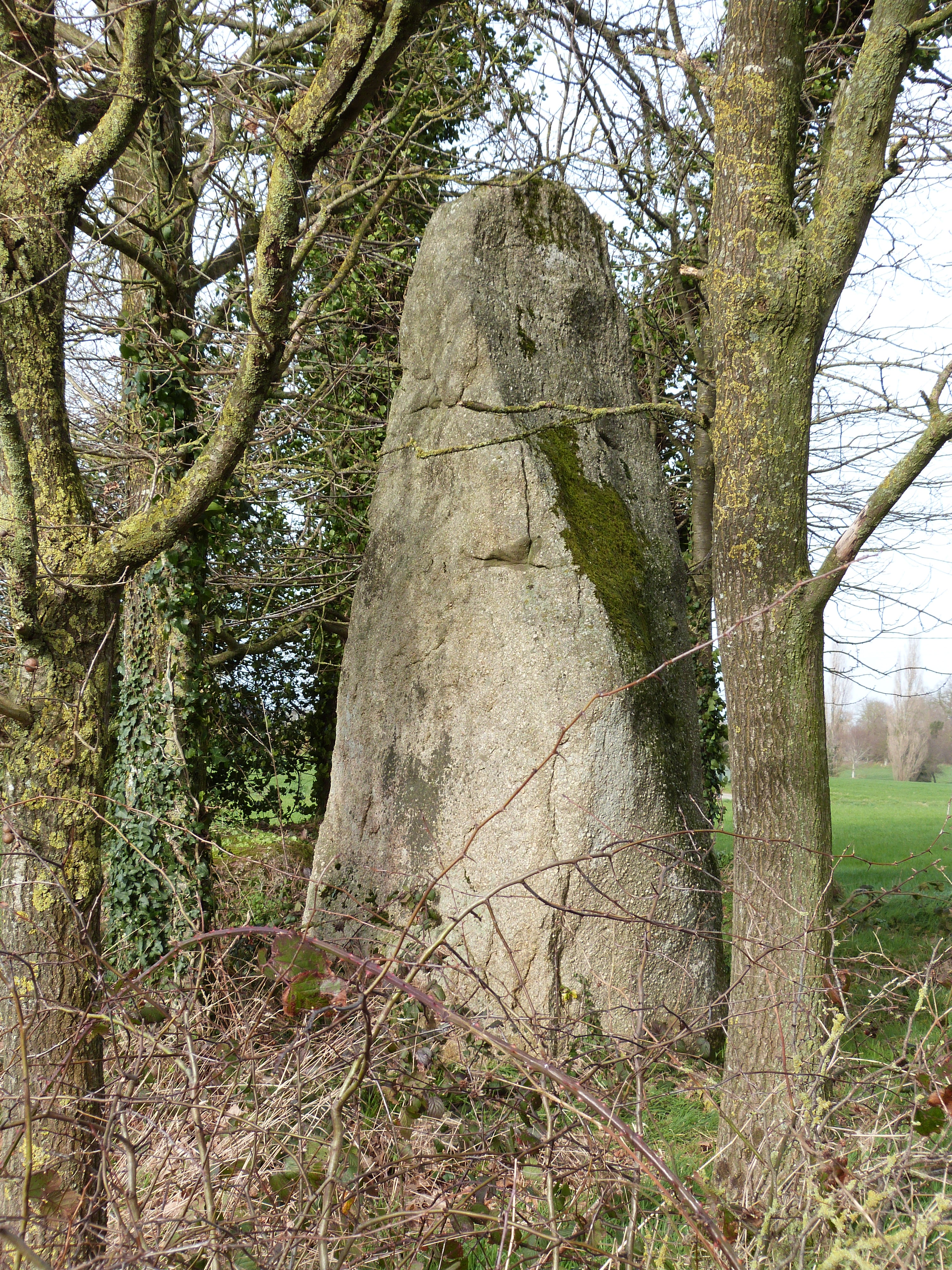
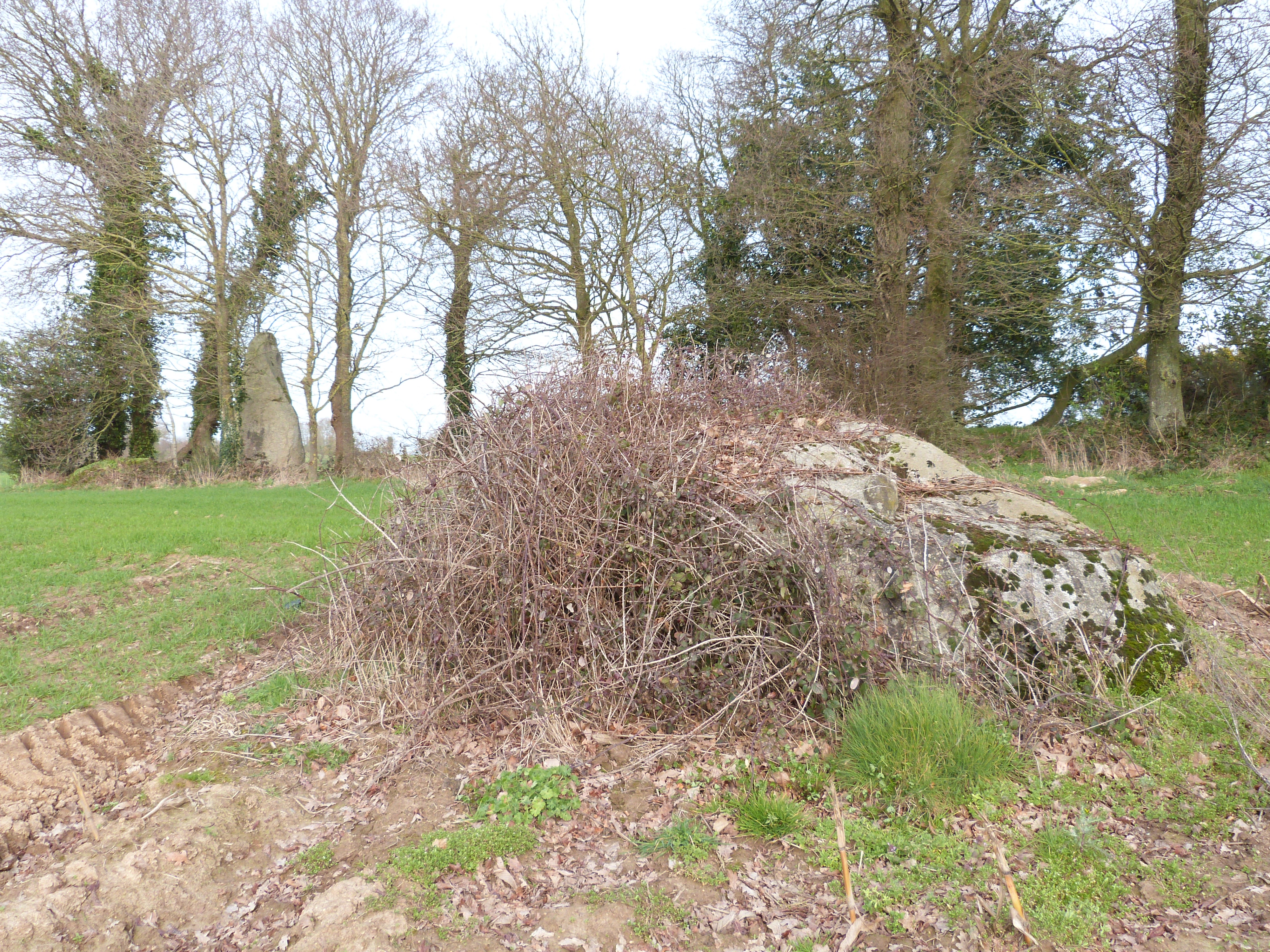
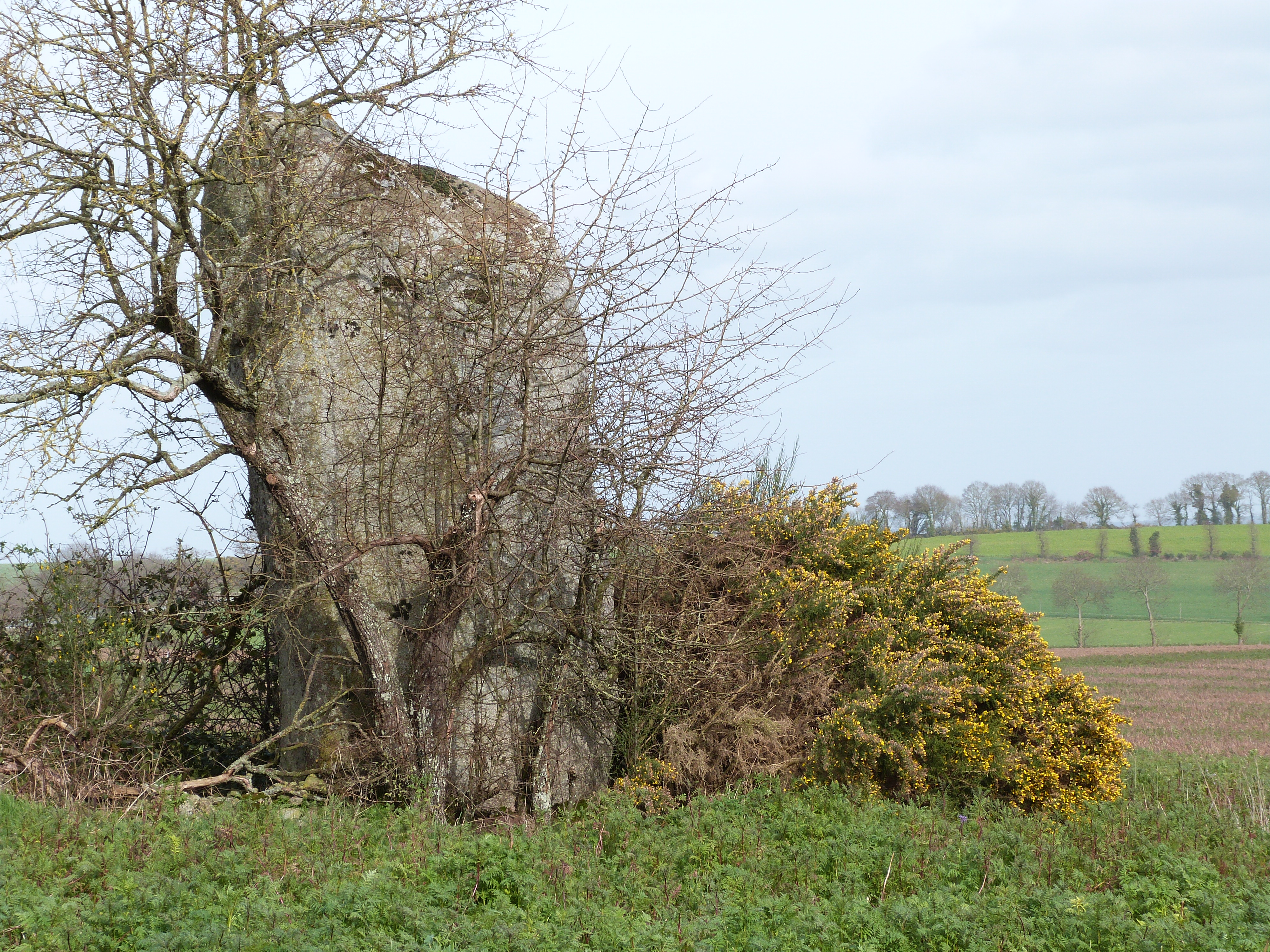
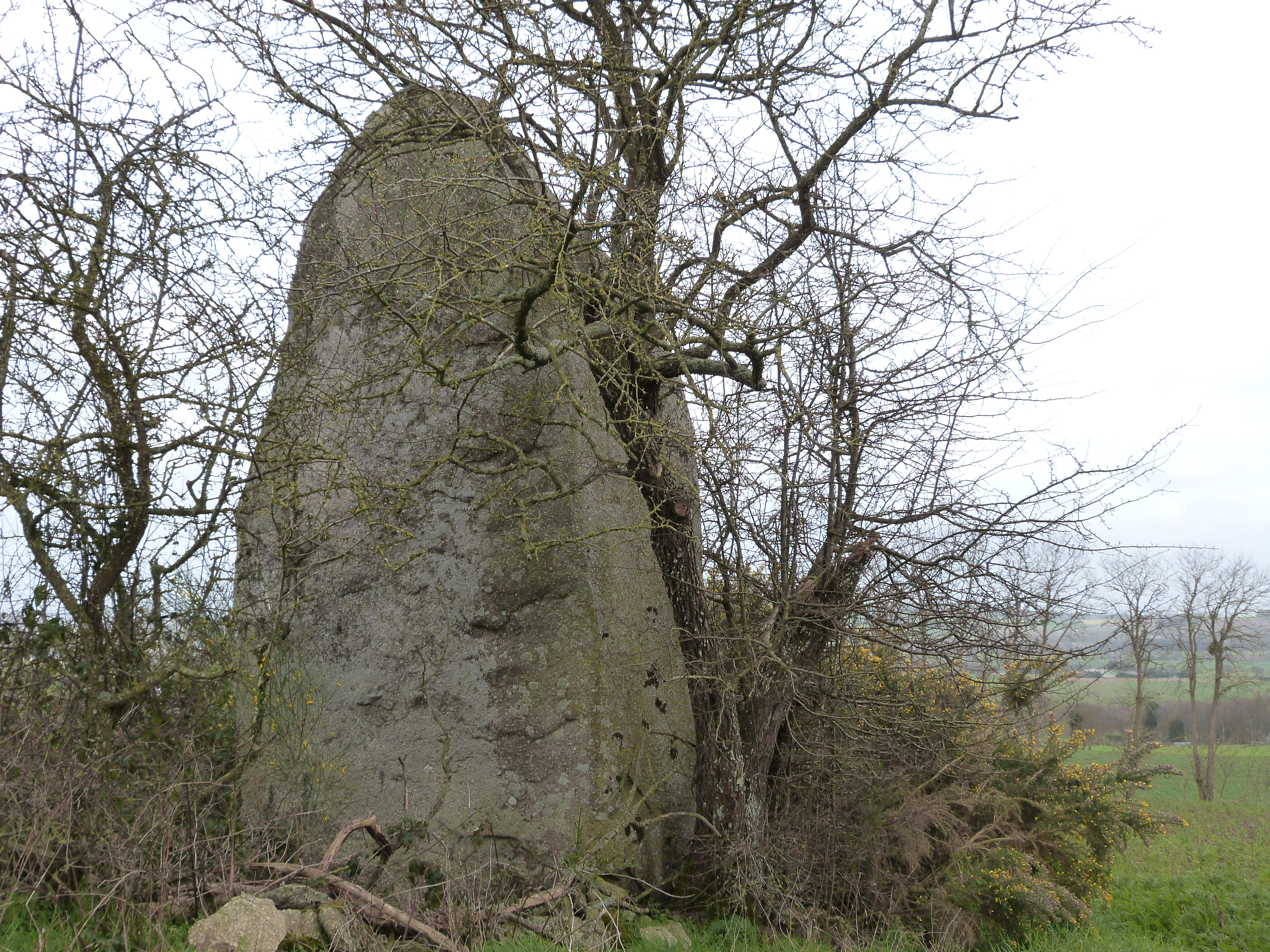

Die Allée couverte de La Roche aux Fées de la Brousse liegt südlich von Plénée-Jugon.